# Ola Abrahamsson
Ola Mathias Abrahamsson (30. juni 1883 i Stavanger – 15. juli 1980 i Borre) var en norsk kunstmaler, grafiker, lyriker og forfatter, kendt som en af Lofotmalerne.
Mellem 1886-9 var han bosat i Bodø, senere i Åsgårdstrand indtil til 1973. Han var uddannet ved Den kongelige tegneskole (1909-10) og Kunstakademiet (1911-13), hvor Christian Krohg var hans lærer. Abrahamsson debuterede på Høstutstillingen med Gammel Stall (1912), samt Blomqvist Kunsthandels jubilæumsudstilling (1914). Efter studier i Paris (fra 1919-21) under André Lhote, Roger Bissiere og Moise Kisling drev han en malerskole i Kristiania (1922-6). I 1920'erne begyndte han med træsnit. I 1927 havde han en udstilling i Oslo. Abrahamsson udgav også romanen Julius den enfoldige (1946). Han er æresmedlem i Bodø Kunstforening (1946). I sommeren 1983 arrangerede Borre folkebibliotek en mindeudstilling med 61 af Abrahamssons malerier i forbindelse med hundredårsdagen for hans fødsel.